# Emramescha
Emramescha, eigentlich Imirameschta, war ein altägyptischer König (Pharao) der 13. Dynastie (Zweite Zwischenzeit). Er regierte um 1711 v. Chr.

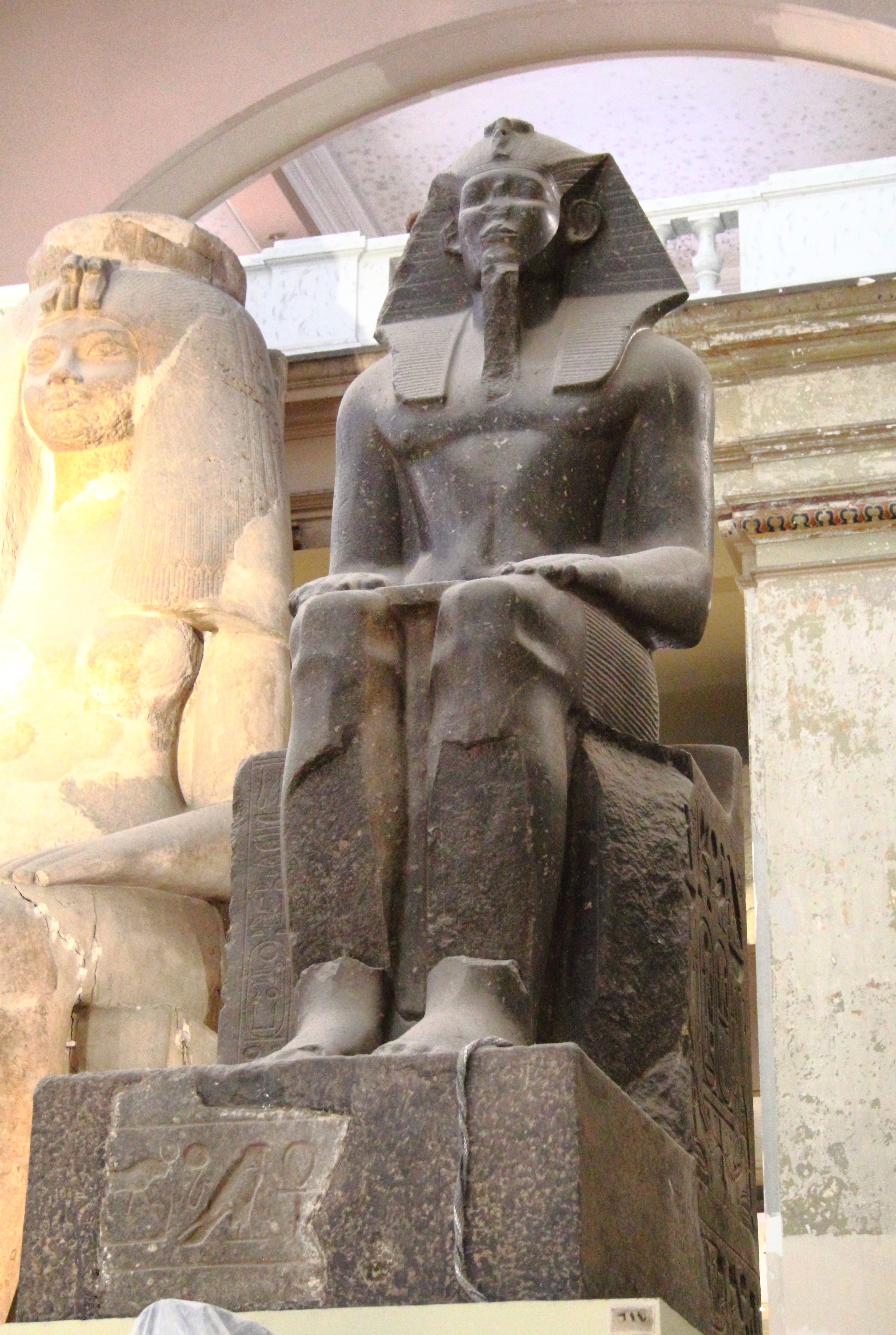
Granitstatue des Königs, gefunden in Tanis

Er ist nur von zwei Kolossalstatuen aus Tanis, einer beschrifteten Perle und dem Turiner Königspapyrus her bekannt. Die Kolosse stammen ursprünglich aus Memphis, auf ihnen wird auch Ptah, südlich seiner Mauer genannt. Sein Name „Emramescha“ („Imi-ra-meschta“ = Truppenvorsteher / General) gab oftmals Anlass zu Spekulationen, dass hier ein General den Thron usurpierte. Der Name Mermescha ist jedoch ein normaler Name der 13. Dynastie, so dass diese These unbewiesen bleibt.